# Delavan (Illinois)
Delavan es una ciudad ubicada en el condado de Tazewell en el estado estadounidense de Illinois. En el Censo de 2010 tenía una población de 1689 habitantes y una densidad poblacional de 915,91 personas por km².

## Geografía
Delavan se encuentra ubicada en las coordenadas 40°22′17″N 89°32′41″O / 40.37139, -89.54472. Según la Oficina del Censo de los Estados Unidos, Delavan tiene una superficie total de 1.84 km², de la cual 1.84 km² corresponden a tierra firme y (0%) 0 km² es agua.

## Demografía
Según el censo de 2010, había 1689 personas residiendo en Delavan. La densidad de población era de 915,91 hab./km². De los 1689 habitantes, Delavan estaba compuesto por el 98.64% blancos, el 0.3% eran afroamericanos, el 0.18% eran amerindios, el 0.06% eran asiáticos, el 0% eran isleños del Pacífico, el 0.12% eran de otras razas y el 0.71% pertenecían a dos o más razas. Del total de la población el 0.95% eran hispanos o latinos de cualquier raza.